# ウィスクブルーム
ウィスクブルーム（Whisk Broom II、1907年 - 1928年）とは、アメリカ合衆国のサラブレッドの競走馬、および種牡馬である。1913年に史上初のニューヨークハンデキャップ三冠を達成した。1979年にアメリカ競馬殿堂入りを果たした。

## 経歴
- 当時はグループ・グレード制未導入。

### 出生とイギリス時代
サミュエル・S・ブラウンの経営していたセニョリータスタッド牧場（現ケンタッキーホースパーク）で生まれたサラブレッドである。幼駒のときにイギリスの調教師であるアンドリュー・ジャクソン・ジョイナーに2500ドルで購入され、その後同額で当時の大馬主ハリー・ペイン・ホイットニーに売却された。
ウィスクブルームはジョイナーの厩舎に送られて、イギリスでデビューを果たした。2歳時の1909年から競走を始め、2戦目のプリンスオブウェールズプレート（ヨーク競馬場）で初勝利を挙げた。この年のハイライトは秋のニューマーケット競馬場開催でのミドルパークステークス（芝6ハロン）とデューハーストステークス（芝7ハロン）で、後のエプソムダービー勝ち馬となるレンバーグ相手にクビ差の2着に食い込んだ時であった。この成績から、同年の2歳馬フリーハンデキャップにおいて3位に位置付けられた。
翌春3歳シーズンはクレイヴァンステークスから始動してネイルゴウの2着、続く2000ギニーにおいては勝ったネイルゴウとの間にレンバーグを挟む3着に入った。3歳時はこのほかアスコット競馬場のトライアルステークス（芝7.5ハロン）で勝利を挙げている。
4年間のイギリスの競走において、ウィスクブルームは23戦7勝の戦績を挙げた。特筆する勝鞍に、128ポンド（約58.1キログラム）を背負って優勝した5歳時のヴィクトリアカップハンデキャップ（ハーストパーク・芝7ハロン）がある。

### アメリカ移籍
ウィスクブルームは6歳のときにアメリカ合衆国に移籍し、ジェームズ・ゴードン・ロウ・シニア調教師のもとに預けられた。この当時アメリカにはウィスクブルームという同名の馬がいたので、同馬はウィスクブルームIIと呼ばれるようになった。
当時のアメリカ東海岸競馬はハート＝アグニュー法による馬券発売禁止が解かれたばかりで、5月30日のベルモントパーク競馬場で行われたメトロポリタンハンデキャップ（ダート8ハロン）は解禁後初となる大競走であった。ウィスクブルームはアメリカ初戦となったこの競走で初めてのダートコースを経験し、スタートこそうまくいかなかったものの、直線では先頭を奪い取り、2着メリディアンに1馬身差をつけて1分39秒00のタイムで優勝した。
さらにブルックリンハンデキャップ（ベルモントパーク・ダート10ハロン）、サバーバンハンデキャップ（ベルモントパーク・ダート10ハロン）にも優勝。競走の内容も濃く、ブルックリンハンデキャップでは130ポンド（約59キログラム）を積んでのダート10ハロン（約2012メートル）のトラックレコード、サバーバンハンデキャップは139ポンド（約63キログラム）を課せられた上で2分ジャストというアメリカレコードを記録している。この勝利は話題を呼び、ウィスクブルームはアメリカで最も話題に上る馬として知られるようになった。
しかし、サバーバンハンデキャップから1か月後、ウィスクブルームはひどい跛行を示したと報じられ、結局それがもとで引退に至った。この年はわずか3戦で引退したが、その快挙が評価され、同年の年度代表馬に選出されている。

## 引退後
ウィスクブルームは種牡馬となり、現代の重賞に当たる規模の競走勝ちを収める産駒を生涯で26頭送り出した。代表的なものに、ケンタッキーダービーに優勝したウィスクリー（Whiskery 1924年生、牡馬）や、プリークネスステークスに優勝したヴィクトリアン（Victorian 1925年生、牡馬）、1922年の最優秀3歳牡馬に選ばれたウィスカウェイ（Whiskaway 1919年生、牡馬）などがいる。また、母の父としての代表産駒に1930年代のアイドルホース・シービスケットがいる。その父系は後に先細りし、現在ではすでに見ることができない。
1928年に繋養先のホイットニーファームで死亡した。その遺骸は同牧場の墓地に埋葬され、後に父ブルームスティック（1931年没）もその隣に埋葬されている。

## 評価

### 主な勝鞍
※当時はグレード制・グループ制未導入
1909年（2歳） 5戦1勝
2着 - ミドルパークプレート
1910年（3歳） 7戦2勝
セレクトステークス、トライアルステークス
2着 - ノウズリーディナーステークス
1911年（4歳） 5戦2勝
1912年（5歳） 6戦2勝
ヴィクトリアカップハンデキャップ
1913年（6歳） 3戦3勝
ニューヨークハンデキャップ三冠（メトロポリタンハンデキャップ、ブルックリンハンデキャップ、サバーバンハンデキャップ）

### 年度代表馬
- 1913年 - アメリカ年度代表馬、最優秀古牡馬

### 表彰
- 1979年 - アメリカ競馬名誉の殿堂博物館により、殿堂馬として選定される。

## 血統表
| ウィスクブルームの血統           | ウィスクブルームの血統                                                                      | ウィスクブルームの血統                                                                      | （血統表の出典）                                                                            | （血統表の出典） |
| 父系                             | エクリプス系                                                                                | エクリプス系                                                                                | エクリプス系                                                                                | [ § 2 ]          |
| 父 Broomstick 1901 鹿毛 アメリカ | 父の父Ben Brush 1893 鹿毛 アメリカ                                                          | Bramble                                                                                     | Bonnie Scotland                                                                             | Bonnie Scotland  |
| 父 Broomstick 1901 鹿毛 アメリカ | 父の父Ben Brush 1893 鹿毛 アメリカ                                                          | Bramble                                                                                     | Ivy Leaf                                                                                    |                  |
| 父 Broomstick 1901 鹿毛 アメリカ | 父の父Ben Brush 1893 鹿毛 アメリカ                                                          | Roseville                                                                                   | Reform                                                                                      | Reform           |
| 父 Broomstick 1901 鹿毛 アメリカ | 父の父Ben Brush 1893 鹿毛 アメリカ                                                          | Roseville                                                                                   | Albia                                                                                       |                  |
| 父 Broomstick 1901 鹿毛 アメリカ | 父の母Elf 1893 栗毛 イギリス                                                                | Galliard                                                                                    | Galopin                                                                                     | Galopin          |
| 父 Broomstick 1901 鹿毛 アメリカ | 父の母Elf 1893 栗毛 イギリス                                                                | Galliard                                                                                    | Mavis                                                                                       |                  |
| 父 Broomstick 1901 鹿毛 アメリカ | 父の母Elf 1893 栗毛 イギリス                                                                | Sylvabelle                                                                                  | Bend Or                                                                                     | Bend Or          |
| 父 Broomstick 1901 鹿毛 アメリカ | 父の母Elf 1893 栗毛 イギリス                                                                | Sylvabelle                                                                                  | Saint Editha                                                                                |                  |
| 母 Audience 1901 栗毛 アメリカ   | 母の父Sir Dixon 1885 青鹿毛 アメリカ                                                        | Billet                                                                                      | Voltigeur                                                                                   | Voltigeur        |
| 母 Audience 1901 栗毛 アメリカ   | 母の父Sir Dixon 1885 青鹿毛 アメリカ                                                        | Billet                                                                                      | Calcutta                                                                                    |                  |
| 母 Audience 1901 栗毛 アメリカ   | 母の父Sir Dixon 1885 青鹿毛 アメリカ                                                        | Jaconet                                                                                     | Leamington                                                                                  | Leamington       |
| 母 Audience 1901 栗毛 アメリカ   | 母の父Sir Dixon 1885 青鹿毛 アメリカ                                                        | Jaconet                                                                                     | Maggie B B                                                                                  |                  |
| 母 Audience 1901 栗毛 アメリカ   | 母の母Sallie Mcclelland 1888 栗毛 アメリカ                                                  | Hindoo                                                                                      | Virgil                                                                                      | Virgil           |
| 母 Audience 1901 栗毛 アメリカ   | 母の母Sallie Mcclelland 1888 栗毛 アメリカ                                                  | Hindoo                                                                                      | Florence                                                                                    |                  |
| 母 Audience 1901 栗毛 アメリカ   | 母の母Sallie Mcclelland 1888 栗毛 アメリカ                                                  | Red and Blue                                                                                | Alarm                                                                                       | Alarm            |
| 母 Audience 1901 栗毛 アメリカ   | 母の母Sallie Mcclelland 1888 栗毛 アメリカ                                                  | Red and Blue                                                                                | Maggie B B                                                                                  |                  |
| 母系(F-No.)                      | (FN:4-m)                                                                                    | (FN:4-m)                                                                                    | (FN:4-m)                                                                                    | [ § 3 ]          |
| 5代内の近親交配                  | Maggie B B 母内4x4=12.50%、 Leamington 4x5=9.38%、 Alarm 4x5=9.38%、 Australian 5x5x5=9.38% | Maggie B B 母内4x4=12.50%、 Leamington 4x5=9.38%、 Alarm 4x5=9.38%、 Australian 5x5x5=9.38% | Maggie B B 母内4x4=12.50%、 Leamington 4x5=9.38%、 Alarm 4x5=9.38%、 Australian 5x5x5=9.38% | [ § 4 ]          |
| 出典                             | 1. 2. 3. 4.                                                                                 | 1. 2. 3. 4.                                                                                 | 1. 2. 3. 4.                                                                                 | 1. 2. 3. 4.      |